# Герб Алкотіна
Ге́рб Алкоті́на — офіційний символ містечка Алкотін, Португалія. Використовується як територіальний герб. У червоному щиті зелений оливковий вінок, в центрі якого золотий напис «ALEO». У главі щита срібний замок. Обабіч замку розміщені голови світлошкірого християнського короля в золотій короні (праворуч) і темношкірого мавританського еміра в срібному тюрбані (ліворуч). Щит увінчує срібна мурована містечкова корона з чотирма вежами.  Під щитом біла стрічка, на якій великими літерами напис португальською: «vila de Alcoutim» (містечко Алкотін).  Офіційно затверджений 13 лютого 1985 року.  

## Галерея

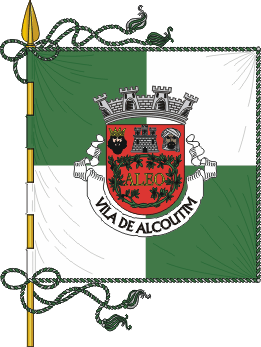
Прапор